# Martin Martling
Martin Martling, född 27 juni 1896 i Oskarshamn, död 26 juni 1974 i Karlstad, var en svensk präst och författare.  

## Biografi
Martling föddes som son till bryggmästare Johan August Karlsson och hans hustru Karolina Svensson. Martling studerade vid Metodistkyrkans prästseminarium i Uppsala och var verksam som pastor i Metodistkyrkans församlingar i Varberg 1918-20, Alingsås S:t Johannes 1920-24 och Uppsala S:t Johannis 1924-28. Han prästvigdes för Svenska kyrkan och Karlstads stift 1928 och tjänstgjorde sedan som komminister i Brunskogs församling 1928-33, som stiftsadjunkt i Karlstads stift 1933-35 med uppgift att samla ungdomarna i stiftet. Han kunde vid sina många församlingsbesök under ett år samla tiotusentals åhörare.  Han var därefter komminister i Hagfors församling 1934-41,  kyrkoherde i Övre Ulleruds församling 1941-1945, pastor vid Blasieholmskyrkan i Stockholm och biträdande pastor vid Stockholms stadsmission 1945-47 och komminister i Karlskoga församling 1946-54.
Han var en mycket läst författare med en stor produktion i dags- och veckopress och genom småskrifter och en rad omfattande postillor och andra uppbyggelseböcker. Han medverkande också i radio och publicerade ett par diktsamlingar.
Martling var far till överhovpredikanten Carl Henrik Martling.